# Leptomaia tuberculata
Leptomaia tuberculata är en kräftdjursart som beskrevs av Griffin och Tranter 1986. Leptomaia tuberculata ingår i släktet Leptomaia och familjen Pisidae. Inga underarter finns listade i Catalogue of Life.